# Veendam

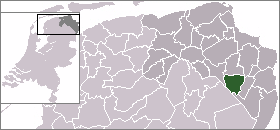
Veendams läge (grönt) i Groningen (mörkgrått).

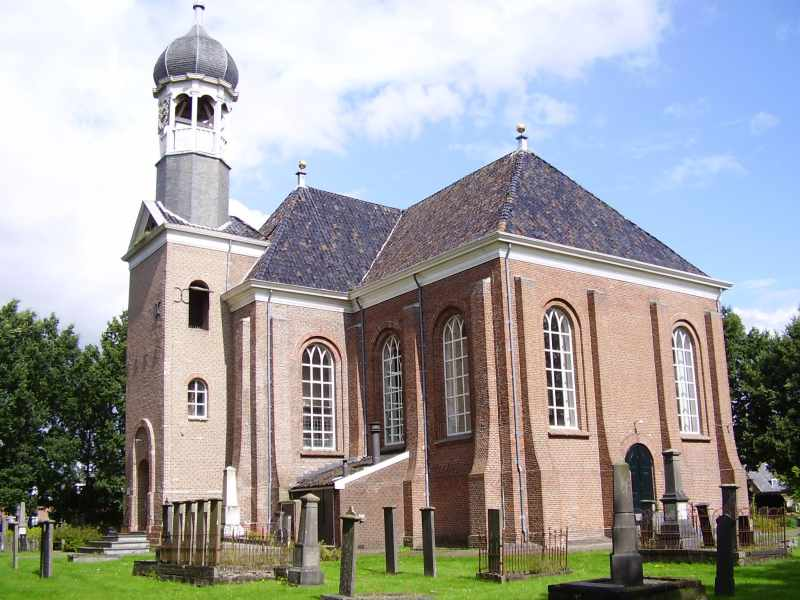
Kyrkan in Wildervank.

Veendam är en kommun i provinsen Groningen i Nederländerna. Kommunens totala area är 78,71 km² (där 2,47 km² är vatten) och invånarantalet är på 28 214 invånare (2005).